# Navarretia hamata
Navarretia hamata är en blågullsväxtart som beskrevs av Edward Lee Greene. Navarretia hamata ingår i släktet navarretior, och familjen blågullsväxter.

## Underarter
Arten delas in i följande underarter:
- N. h. foliacea
- N. h. hamata
- N. h. leptantha
- N. h. parviloba

## Bildgalleri

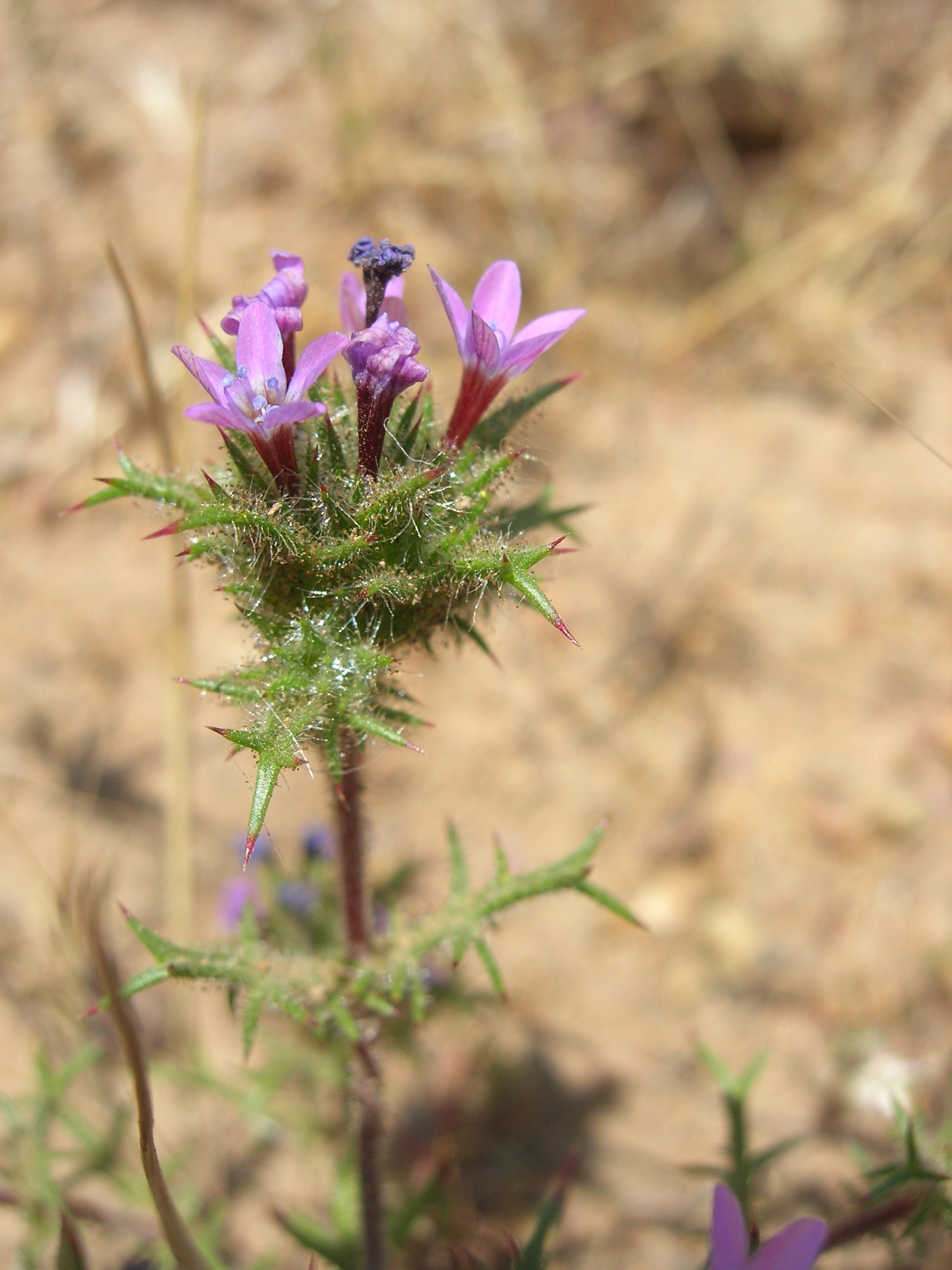
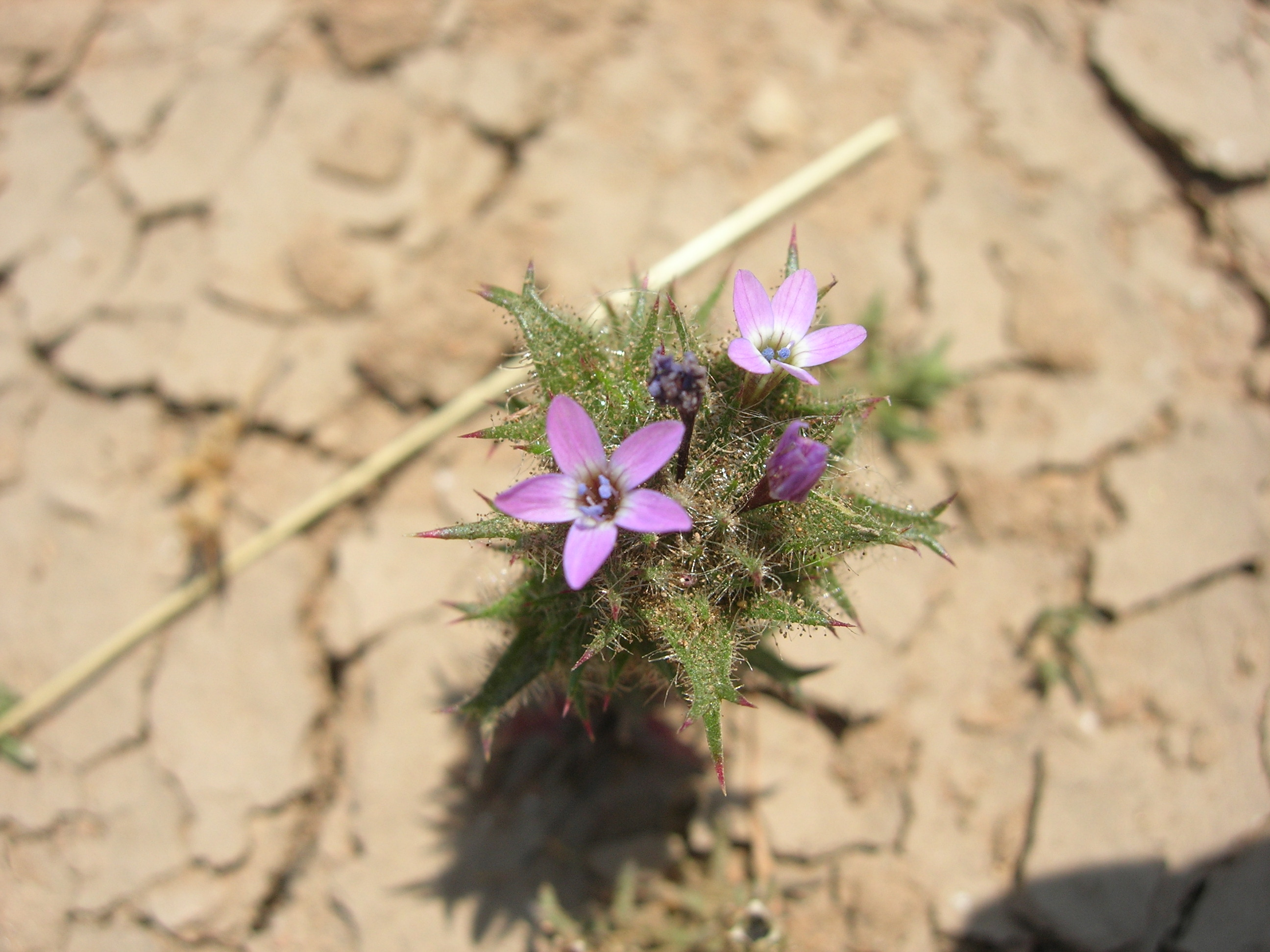